# Акбар Шах II
Акбар Шах II (22 квітня 1760 — 28 вересня 1837) — падишах Великих Моголів від листопада 1806 до кінця вересня 1837 року. Був другим сином і спадкоємцем падишаха Шах Алама II.

## Життєпис
У травні 1781 року, після смерті свого старшого брата, Акбар-мірза був проголошений спадкоємцем престолу. У листопаді 1806 року, коли помер Шах Алам II, англійці у Червоному форті проголосили Акбар Шаха новим падишахом. Більшу частину свого правління він не мав реальної влади, утримувався на кошти, що їх йому виплачувала Британська Ост-Індійська компанія. Він вів розгульне життя серед наложниць, придворних поетів і музикантів.
Мав чотирнадцятьох синів і сімох дочок.